# Ольховское водохранилище (Донецкая область)
Ольхо́вское водохранилище — искусственный водоём озерного типа, находящийся восточнее посёлка Зуевка Донецкой области.
Источник питьевого централизованного водоснабжения. Вместе с Волынцевским водохранилищем обеспечивает питьевой водой 15 городов Донецкой области с общей численностью населения более 1 млн чел.

## Общие сведения

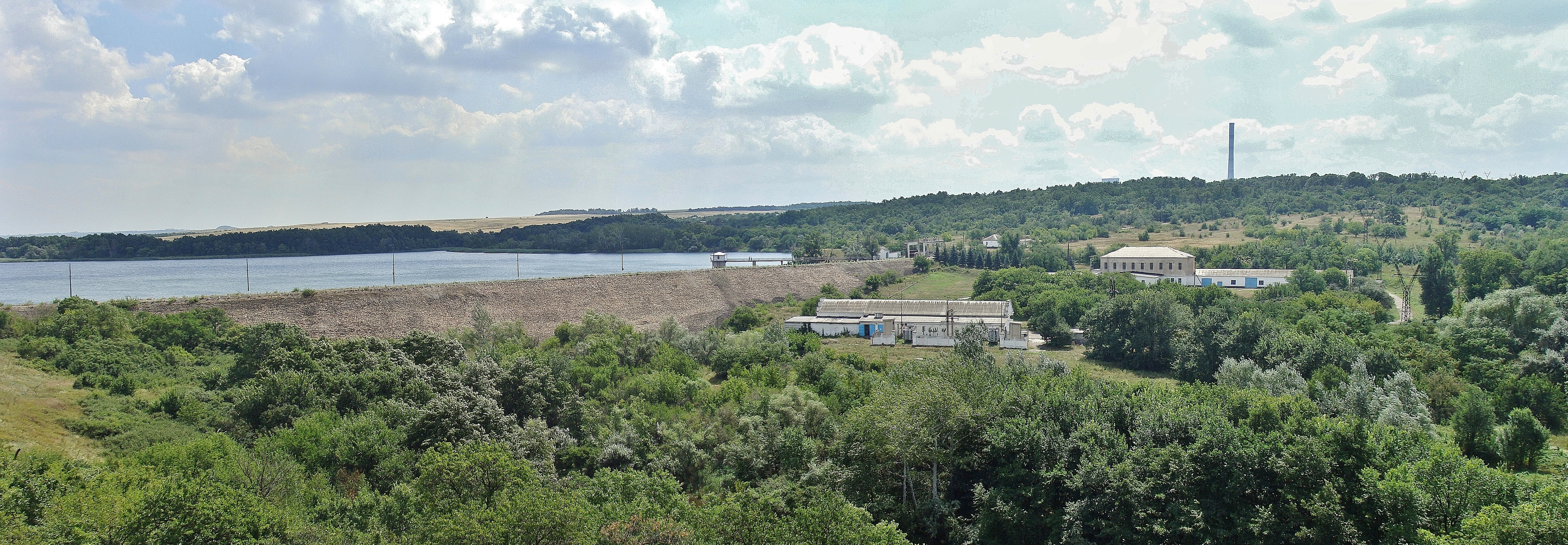
Дамба с плотиной

Водохранилище образовано рекой Ольховая (левый приток реки Крынки, бассейн реки Миуса). Площадь водохранилища — 3,7 км², длина — 6 км, ширина — до 900 м, протяжённость береговой линии — около 18 км. Высота над уровнем моря — 119 м.
Используется для хранения запасов питьевой воды, предназначенной для водоснабжения пгт. Зугрэс-2, пгт. Зуевка и др.

## Физико-географическая характеристика

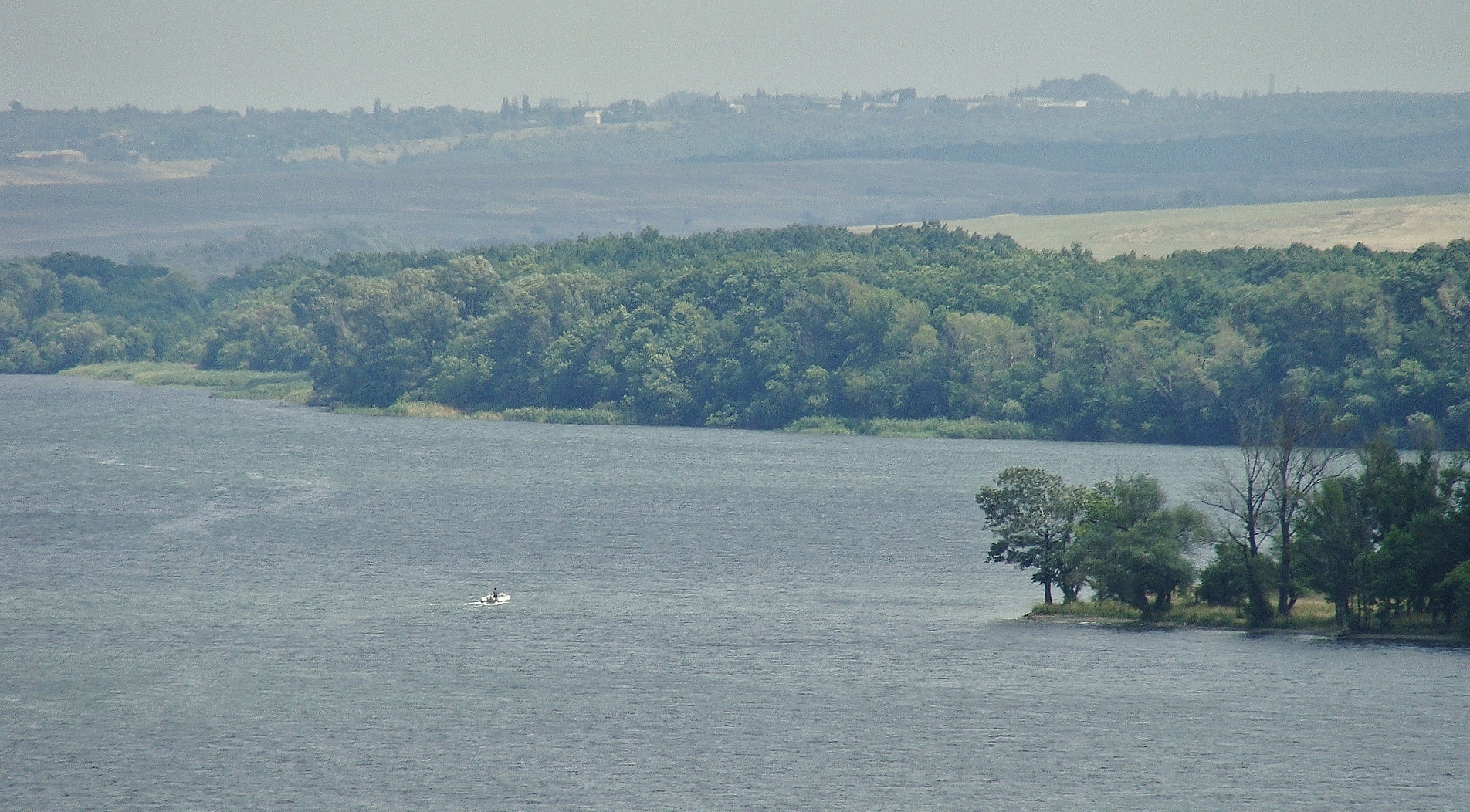
Левый берег

На берегу Ольховского водохранилища расположен региональный ландшафтный парк «Зуевский», а также выход скальных пород Донецкого кряжа, популярный среди любителей альпинизма как удобное для тренировок скальное формирование с трассами различных степеней сложности. Данное природное образование широко известно (в том числе и за пределами Украины) под неофициальным названием «Зуевский скалодром».

## Экологические проблемы
В гидрографической сети Ольховского питьевого водохранилища осуществляют сбросы более 20 угольных предприятий ГХК «Шахтерскантрацит», «Торезантрацит», «Октябрьуголь» и 6 объектов ДК «Укруглереструктуризация». Сбрасываемые шахтные воды имеют высокую минерализацию до 3,8 г / л. Потенциальным источником загрязнения водохранилища является хозбытовые стоки городов Кировского и Ждановки. Вопрос о переводе Ольховского водохранилища к категории технических до сих пор не решен.